# Auletta (Kampanien)
Auletta ist eine italienische Gemeinde mit 2149 Einwohnern (Stand 31. Dezember 2023) in der Provinz Salerno in Kampanien. Sie ist Bestandteil der Comunità Montana Tanagro - Alto e Medio Sele.

## Geografie
Die Nachbargemeinden sind Buccino, Caggiano, Corleto Monforte, Pertosa, Petina, Polla, Salvitelle und Sicignano degli Alburni. Die Ortsteile sind Battaglione, Cerreta, Mattina, Ponte und Tempe di Lizzi.

## Trivia
Die Indie-Rock-Band Auletta hat sich nach dieser Gemeinde benannt.